# Franz Gläser
Franz Joseph Gläser ou František Josef Glaeser (Horní Jiřetín, royaume de Bohême), 19 avril 1798 - Copenhague, 29 août 1861) est un chef d'orchestre et compositeur bohémien/danois.

## Biographie
Les parents étaient pauvres et eurent beaucoup d'enfants, de sorte Franz Joseph eu une éducation difficile. Toutefois, il a montré un talent musical, et à 11 ans, il a intégré le chœur de la Chapelle de la Cour à Dresde. Il est entré quelques années plus tard au Conservatoire de musique de Prague, où il est devenu un virtuose du violon. En 1816 il a étudié la composition auprès de Heydenreich à Vienne, tout en travaillant comme copiste et arrangeur de musique. À partir de 1817, il est devenu chef d'orchestre au Théâtre de Leopoldstadt, puis en 1822 au Theater in der Josefstadt et en 1827 au Theater an der Wien. Il a assisté Beethoven pour des concerts en particulier l'ouverture Die Weihe des Hauses.
Il s'est tourné vers la composition dramatique et a écrit plus de 120 ouvrages différents, farces, opéras et Singspiele. En 1830, il accepte un poste de chef d'orchestre au Königsstädtisches Theater à Berlin, où son œuvre la plus célèbre et la plus importante, l'opéra Des Adlers Horst a été montée (création en 1832). En 1839, il rejoint le Théâtre royal danois de Copenhague comme chef d'orchestre pour remplacer le trio temporaire de chefs Peter Ferdinand Funck, Johannes Frederik Fröhlich et Ivar Bredal, qu'avait choisi Glaeser. Il a introduit la musique de compositeurs contemporains comme Heinrich Marschner, Felix Mendelssohn et Louis Spohr, et en 1842, l'opéra de Rossini Guillaume Tell.
Glaeser est resté à son poste jusqu'à sa mort en 1861 et a travaillé dans les années 1843 à 1850 a également comme chef d'orchestre de la Société de musique, où il a dirigé un total de 50 concerts. En 1845, il a été nommé Chef d'orchestre de la Cour. En 1847, il a été fait chevalier de l'Ordre de Dannebrog. En 1851 il a été nommé professeur titulaire. En retour, il n'a pas beaucoup composé durant les 19 ans qu'il a vécu à Copenhague. Parmi les œuvres dramatiques qu'il a écrites pour le théâtre royal, on trouve Brylluppet ved Comosøen (1849) et Nøkken (1853), les deux sur des textes de H.C. Andersen et Den forgyldte Svane (1854). Comme kapellmeister de la Cour, il a composé un certain nombre de cantates pour des cérémonies à la Cour, également plusieurs ouvertures et sa dernière œuvre, une Marche pour orchestre, en l'honneur du roi Frédéric VII.
Gläser a laissé une autobiographie où il mentionne ses rencontres avec Beethoven.

## Œuvres
- Die vier Haimonskinder (1809)
- Bärnburgs Sturz (1817)
- Das Mädchen ohne Zunge (1819)
- Das Felsenmädchen (1820)
- Der geraubte Schleier (1820)
- Der Tambour (1820)
- Sküs, Mond und Pagat (1820)
- Wenn's was ist, so ist's nichts und ist's nichts, so sind's 36 Kreuzer (1820)
- Arsenius der Weiberfeind (1823)
- Dank und Undank (1823)
- Der rasende Roland (1823)
- Stumme Liebe (1823)
- Der Brief an sich selbst (1824)
- Der Erlenkönig (1824)
- Die kurzen Mäntel (1824)
- Die Rettung durch die Sparkassa (1824)
- Liebe und Haß (1824)
- Sauertöpfchen (1824)
- Sieben Mädchen in Uniform (1825)
- Der Bär und das Kind (1825)
- Die sonderbare Laune (1825)
- Die Weiber in Uniform (1825)
- Die Zauberin Armida (1825)
- Heliodor, Beherrscher der Elemente (1825)
- Menagerie und optische Zimmerreise in Krähwinkel (1825)
- Die steinerne Jungfrau (1826)
- Oberon, König der Elfen (1827)
- Peterl und Paulerl (1827)
- Abu, der schwarze Wundermann (1828)
- Armida, die Zauberin im Orient (1825)
- Elsbeth (1828)
- Meister Pilgram, Erbauer des Stephansturmes in Wien (1828)
- Peter Stiglitz
- Staberl
- Die steinerne Jungfrau
- Der Rattenfänger von Hameln
- Aurora (c.1830 Berlin)
- Die Brautschau auf Kronstein (1830, Berlin)
- Andrea (1830 Berlin)
- Des Adlers Horst (29.12.1832, Berlin)
- Die Augen des Teufels
- Bryllupet vet Como-søen (29.1.1849, Kodaň)
- Nøkken (12.2.1853, Kodaň)
- Den forgyldte svane (17.3.1854, Kodaň)